# 2004-es Deutschland Tour
A 2004-es Deutschland Tour volt a 6. német kerékpárverseny ezen a néven. Május 31-én kezdődött és Június 6-án ért véget. 7 szakaszból állt, ezek össztávja 1.095,7 km volt. Végső győztes a német Patrik Sinkewitz lett a szintén német Jens Voigt és a cseh Jan Hruška előtt.

## Szakaszok
|    | Dátum     | Rajt      | Cél            | km    | Szakaszgyőztes    | Összetettben vezető |
| -- | --------- | --------- | -------------- | ----- | ----------------- | ------------------- |
| 1. | Május 31. | Karlsruhe |                | 23,7  | Michael Rich      | Michael Rich        |
| 2. | Június 1. | Bad Urach | Wangen         | 172,5 | Tom Boonen        | Michael Rich        |
| 3. | Június 2. | Wangen    | St. Anton      | 166,6 | Patrik Sinkewitz  | Patrik Sinkewitz    |
| 4. | Június 3. | Bad Tölz  | Landshut       | 181,4 | Sébastien Hinault | Patrik Sinkewitz    |
| 5. | Június 4. | Kelheim   | Kulmbach       | 192,2 | Allan Davis       | Patrik Sinkewitz    |
| 6. | Június 5. | Kulmbach  | Oberwiesenthal | 186   | Francisco Mancebo | Patrik Sinkewitz    |
| 7. | Június 6. | Chemnitz  | Lipcse         | 173,3 | Tom Boonen        | Patrik Sinkewitz    |

## Végeredmény
|    | Versenyző                 | Csapat                | Idő            |
| -- | ------------------------- | --------------------- | -------------- |
| 1  | Patrik Sinkewitz          | Quick. Step-Davitamon | 26 óra 17' 12" |
| 2  | Jens Voigt                | Team CSC              | + 18"          |
| 3  | Jan Hruška                | Liberty Seguros       | + 23"          |
| 4  | Igor Gonzalez de Galdeano | Liberty Seguros       | + 28"          |
| 5  | Francisco Mancebo         | Illes Balears-Banesto | + 54"          |
| 6  | Andreas Klöden            | T-Mobile Team         | + 57"          |
| 7  | Jan Ullrich               | T-Mobile Team         | + 59"          |
| 8  | Iván Gutiérrez            | Illes Balears-Banesto | + 1' 47"       |
| 9  | Davide Rebellin           | Gerolsteiner          | + 2' 12"       |
| 10 | Sergio Marinangeli        | Domina Vacanze        | + 2' 18"       |